# Бетанія (Північна Кароліна)
Бетанія (англ. Bethania) — місто (англ. town) в США, в окрузі Форсайт штату Північна Кароліна. Населення — 344 особи (2020).

## Географія
Бетанія розташована за координатами 36°10′47″ пн. ш. 80°20′6″ зх. д. / 36.17972° пн. ш. 80.33500° зх. д. (36.179740, -80.334882).  За даними Бюро перепису населення США в 2010 році місто мало площу 1,79 км², з яких 1,78 км² — суходіл та 0,01 км² — водойми.

## Демографія
Згідно з переписом 2010 року, у місті мешкало 328 осіб у 155 домогосподарствах у складі 104 родин. Густота населення становила 183 особи/км².  Було 166 помешкань (93/км²).
Расовий склад населення:
| - 88,1 % — білих - 8,2 % — чорних або афроамериканців - 1,2 % — осіб інших рас |

До двох чи більше рас належало 2,4 %. Частка іспаномовних становила 3,4 % від усіх жителів.
За віковим діапазоном населення розподілялося таким чином: 12,2 % — особи молодші 18 років, 66,8 % — особи у віці 18—64 років, 21,0 % — особи у віці 65 років та старші. Медіана віку мешканця становила 51,3 року. На 100 осіб жіночої статі у місті припадало 94,1 чоловіків;  на 100 жінок у віці від 18 років та старших — 92,0 чоловіків також старших 18 років.
Середній дохід на одне домашнє господарство  становив 66 783 долари США (медіана — 63 438), а середній дохід на одну сім'ю — 73 054 долари (медіана — 68 750). За межею бідності перебувало 3,1 % осіб, у тому числі 0,0 % дітей у віці до 18 років та 5,6 % осіб у віці 65 років та старших.
Цивільне працевлаштоване населення становило 174 особи. Основні галузі зайнятості: освіта, охорона здоров'я та соціальна допомога — 24,7 %, роздрібна торгівля — 14,9 %, публічна адміністрація — 9,8 %, виробництво — 9,2 %.